# Nationaal Park Oosterschelde
Nationaal Park Oosterschelde is sinds 8 mei 2002 officieel een nationaal park dat ligt in de Nederlandse provincie Zeeland. Het is het grootste nationaal park van Nederland. Het park wordt globaal begrensd door de dijken van de 'eilanden' Schouwen-Duiveland, Tholen en Sint Philipsland, Noord-Beveland en Zuid-Beveland en de dammen van de Deltawerken en omvat naast de Oosterschelde ook de Keeten, Mastgat, Krabbenkreek, Zijpe en Krammer. Het is circa 370 km² groot (waarvan 350 km² buitendijks).
Doordat de Oosterschelde lang een rivierarm is geweest, was het lange tijd een gebied met zowel zoet als zout water (tot 1867). De Oosterschelde heeft een unieke flora en fauna. Bekend zijn de zeehonden en bruinvissen, die met enige regelmaat worden gezien. Het onderwaterleven is bijzonder populair bij sportduikers. Bij eb vallen de slikken en platen droog, waar veel vogels dan hun voedsel vinden. Achter de dijken vindt men karrevelden, inlagen en kreekgebieden als zichtbare herinneringen aan de ontstaansgeschiedenis van dit gebied. Onderwater maar ook onderaan de dammen hebben vele bijzondere planten en dieren hun plek gevonden, bijvoorbeeld waaierkokerwormen, zeeanemonen, Iers mos en zeekatten.
In het gebied bevindt zich ook de grootste munitiestortplaats van Nederland.

## Ontwikkelingen
In 1986 is de Oosterschelde door middel van de Oosterscheldekering afgesloten. Als gevolg is de stroming van het water afgenomen en het getijdenverschil teruggelopen tot gemiddeld 3,25 meter. Hierdoor bezinkt het zand in de voormalige geulen en vindt er geen afzetting van zand meer plaats op de zandplaten. Deze kalven langzaam af waardoor het karakteristieke kustgebied verdwijnt.